# Calamaria suluensis
Espèce
Synonymes
- Calamaria pendleburyi Smith, 1931
- Calamaria sumatrana Werner, 1909
- Calamaria grabowski Marx & Inger, 1955

Statut de conservation UICN

 LC  : Préoccupation mineure
Calamaria suluensis  est une espèce de serpents de la famille des Colubridae.

## Répartition
Cette espèce se rencontre à Bornéo en Indonésie et en Malaisie et dans l'archipel de Sulu aux Philippines.

## Description
Dans sa description Taylor indique que le spécimen en sa possession mesure 266 mm dont 27 mm pour la queue. Son dos est brun iridescent avec de nombreuses écailles tachées de noir dans la partie antérieure du corps. Sa face ventrale est uniformément jaune, le dessous de la queue présentant une rayure brun foncé.

## Étymologie
Son nom d'espèce, composé de sulu et du suffixe latin -ensis, « qui vit dans, qui habite », lui a été donné en référence au lieu de sa découverte.

## Publication originale
- Taylor, 1922 : The Snakes of the Philippine Islands. Bureau of Science Manila pub, n. 16, p. 1-312 (texte intégral).